# Chesapeake Bay retriever
Chesapeake Bay retrieveren er jagthund af gruppen af apporterende hunde.